# Gösta Adrian-Nilsson
Gösta Adrian-Nilsson, GAN (2 april 1884 i Lund – 29 marts 1965 i Stockholm) var en svensk billedkunstner og skønlitterær forfatter, der regnes som en vigtig pioner inden for svensk modernistisk kunst.
Adrian-Nilsson debuterede som billedkunstner i 1907 med en udstilling på Lunds Universitets kunstmuseum. Efter studier i blandt andet København tog han 1913 til Berlin for at studere modernistisk kunst. Her kom han gennem forfatteren Herwarth Waldens' galleri Der Sturm i kontakt med futurismen, ekspressionismen og kubismen. Påvirket af disse ismer skabte Adrian-Nilsson siden sin egen  modernistiske stil.
Hans forfatterskab omfatter digte, noveller og børnebøger.

## Baggrundsstof
- Lunds Domkyrka, Norrköpings Konsmuseum (Webside ikke længere tilgængelig)
- Hästtämjaren, Norrköpings Konsmuseum (Webside ikke længere tilgængelig)
- Arkivet efter GAN